# The Austrasian Goat
The Austrasian Goat ist eine 2006 gegründete Metal- und Post-Industrial-Band.

## Geschichte
Der in Lyon lebende Julien „The Goat“ Louvet gründete The Austrasian Goat 2006 in Metz als Soloprojekt mit der Intention seine Vorstellung von Black Metal zu verwirklichen. Der Multiinstrumentalist und Sänger beteiligt sich neben seinem Soloprojekt an einer Reihe weiterer Musik-Projekte wie Hallowed Butchery, YRSEL oder Shall Not Kill und unterhält das Label 213 Records. Louvet beschreibt die Arbeit mit The Austrasian Goat als egoistische Selbstverwirklichung, die sich von den sozialen Interaktionen und Schwierigkeiten in einem Bandgefüge abhebe. Entsprechend diesem Selbstverständnis experimentiert er mit The Austrasian Goat häufig und legt sich auf keine Spielform endgültig fest. Dieser Vorstellung folgend gestaltete er die wenigen Auftritte ebenfalls mit unterschiedlichen musikalischen Ausrichtungen. Auch der lyrische Bezug variiert zwischen Satanismus, Paganismus und stetigen Selbstreflexionen.

„I can’t take pity on human nature without questioning myself. Jesus Christ died for it. But I’m not the son of god, I am a sinner, and I just try to live free. But freedom can have consequences for others.“

„Ich kann nicht über die menschliche Natur jammern, ohne auf mich selbst zu blicken. Jesus Christus ist dafür gestorben aber ich bin nicht Gottes Sohn. Ich bin ein Sünder und versuche nur, frei zu leben. Aber Freiheit kann Konsequenzen für andere haben.“

Der Bezug zum Black Metal sei dabei zeitweise für ihn passend gewesen, habe sich jedoch mit der Zeit überholt.
Über Louvets Label 213 Records erschienen viele der Veröffentlichungen von The Austrasian Goat, jedoch blieben die Veröffentlichungen nicht ausschließlich 213 Records vorbehalten und Louvet kooperierte unter anderem mit Firmen wie I Hate Records, Musicfearsatan oder Vendetta Records. Einige Veröffentlichungen wurden für Webzines international rezensiert. In Rezensionen, die für die Metal.de, Black Magazine oder Nonpop.de verfasst wurden, wurde die Musik von The Austrasian Goat zumeist positiv bewertet.

## Stil
Die von The Austrasian Goat präsentiert Musik variiert „zwischen Experimental, Neofolk, Doom- und Black Metal“. Bereits das Albumdebüt fuße auf einem „sehr dunklen, überaus unbequemen, schlichten musikalischem Konzept zwischen Funeral Black Metal, Doom Metal und ein wenig Ambient.“ Das nachfolgende Studioalbum Stains of Resignation wechsele von „schleppenden Songs an der Grenze zum Funeral Doom und reinen Folk-Stücken bis hin zu verbissenen, aggressiven Black Metal-Brechern über den Einsatz von Saxophon, Cello und Violine“. Die Varianz erstreckt sich bis zu der Kollaboration mit Cober Ord, deren Musik als „Mischung aus erdigem Death-Industrial und kriechendem Ritual-Ambient“ beschrieben wird.
Louvet erläutert die Vielfalt mit dem Versuch sich von Stilgrenzen und Stereotypen frei zu machen.

## Diskografie
Alben und EPs
- 2007: The Austrasian Goat (Album, 213 Records/I Hate Records)
- 2008: Void (EP, Universal Tounge)
- 2009: Witch (EP, Noxious Noize)
- 2010: Stains of Resignation (Album, Musicfearsatan)
- 2010: The Body Covers (EP, Wee Wee Records)
- 2012: Paved Intentions (Album, Vendetta Records)
- 2017: Snowing Reason (EP, 213 Records)

Split-Veröffentlichungen und Kollaborationen
- 2007: The Dead Musician/The Austrasian Goat (213 Records)
- 2007: Ondo/The Austrasian Goat (Burning Emptiness)
- 2008: The Austrasian Goat/Never Presence Forever (Small Sacrifice)
- 2009: The Austrasian Goat/Afflictis Lentae (213 Records, Amertume-Corruption, Nuclear Thrash Prod, Wee Wee, Carbonized Cells, Krusty Le Clown Records, At War With False Noise, Cold Void Emanations)
- 2009: The Austrasian Goat/Chambre Froide (213 Records, Carbonized Cells, Nuclear Thrash Prod, Wee Wee, Amertume-Corruption, Krusty Le Clown Records, Cold Void Emanations, At War With False Noise, Odio Sonoro)
- 2009: The Austrasian Goat/L'Acephale (213 Records, Wee Wee Records, Amertume-Corruption, Krusty Le Clown, Cold Void Emanations, New.Scream.Industry, Odio Sonoro, At War With False Noise; Wiederveröffentlichung 2010 über Radical Matters)
- 2009: The Austrasian Goat/Muckrackers (Les Forces Alliées)
- 2010: The Austrasian Goat/Habsyll (213 Records, Amertume-Corruption, Wee Wee Records, Krusty Le Clown, At War With False Noise, Odio Sonoro, Cold Void Emanations, New.Scream.Industry, ¡ZAS! Autoproduzioni)
- 2010: Hollow Sunshine/The Austrasian Goat (Sacred Tapes)
- 2011: Songs of Self Reliance and Solitude (Mit Hallowed Butchery über Vendetta Records)
- 2011: The Austrasian Goat/Horse Gives Birth to Fly (Kollaboration, Les Forces Alliées)
- 2011: The Austrasian Goat/Neige Morte (Musicfearsatan)
- 2012: The Austrasian Goat and The Vntrve Ensemble/Ravensdöm (213 Records)

Kompilationen
- 2008: Pieces of Oblivion (Blind Date Records)
- 2008: Piano and Stump (Burning World Records)
- 2010: Principles of Disillusion (Goat Kult Productions)
- 2013: Principles of Disillusion (Musicfearsatan)